# Fehér som
A fehér som (Cornus alba) a somvirágúak (Cornales) rendjébe és a somfélék (Cornaceae) családjába tartozó faj.

## Előfordulása
A fehér som Oroszország európai és szibériai részein, Észak-Kínában, Mongóliában és Koreai-félszigeten őshonos. Mint díszcserjét, az egész világra betelepítették.

## Termesztett változata
- C. alba ‘Aurea’[1]
- C. alba ‘Elegantissima’
- C. alba ‘Sibirica’[2] – élénkpiros vesszejű.

## Megjelenése
Terjedő tövű cserje, eléri egy kisebb fa méretét is. Díszcserjeként használva a fehér som vörös ágai ősztől késő télig jól mutatnak a kertekben és parkokban. A C. alba ‘Elegantissima’ termesztett változatnak levelei annyira színesek, hogy a fehér virágai, amelyek lapos álernyőkben nyílnak, alig vehetők észre. A termesztett változat kisebb, mint a vadon élő növény, csak 3 méteresre nő meg. A fiatal hajtások élénkebb vörösek, mint az öregebb hajtások. Emiatt hogy jól mutassanak, késő télen, mielőtt kirügyezik a cserje, az öreg hajtásokat tövig le kell vágni. Az öreg hajtások kérge durva tapintású lesz.

## Életmódja
A fehér som az USDA klímazóna szerint nagyon szívós növény és kibírja a 3. fokozatot ezen a skálán, ami azt jelenti, hogy megél -40 Celsius-fokon is.

## Képek

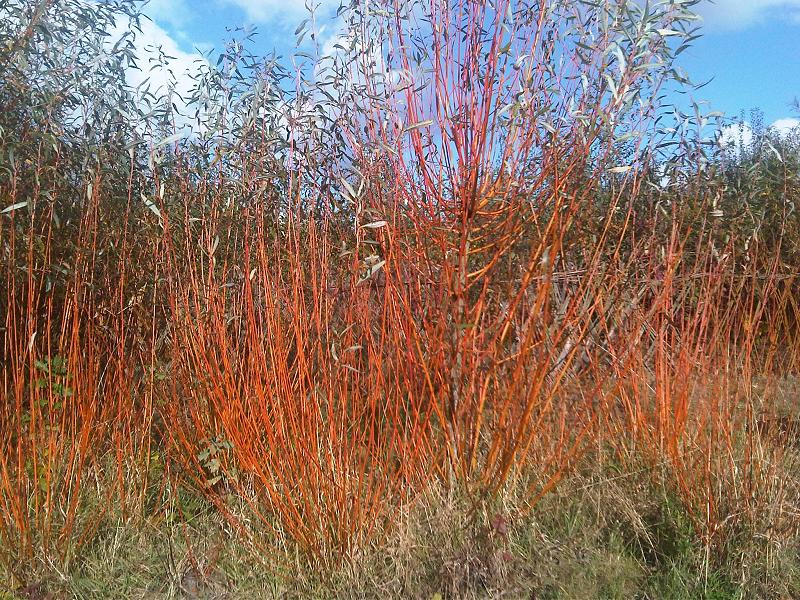
Ősszel
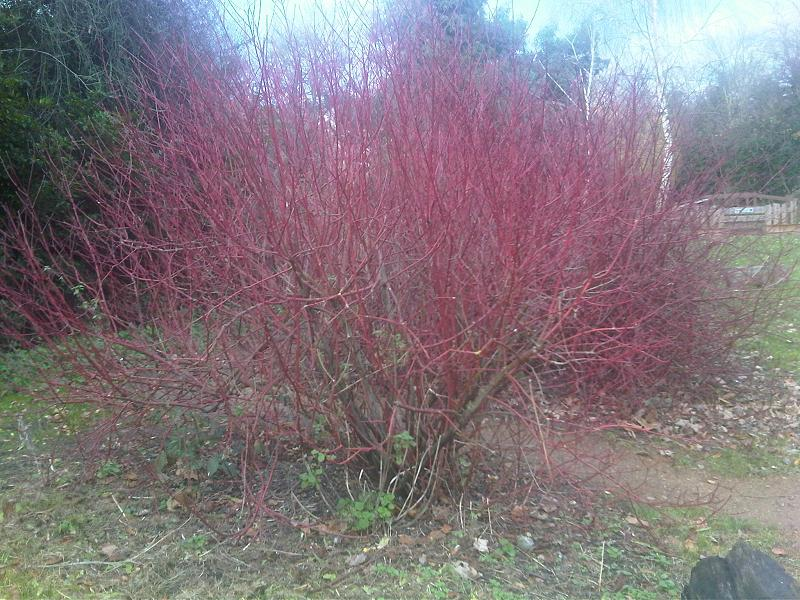
Télen
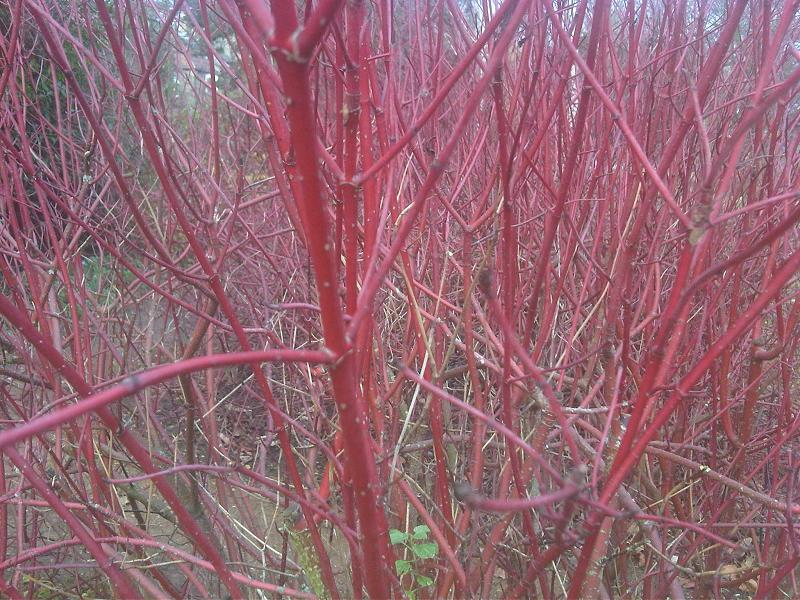
Vörös vesszői
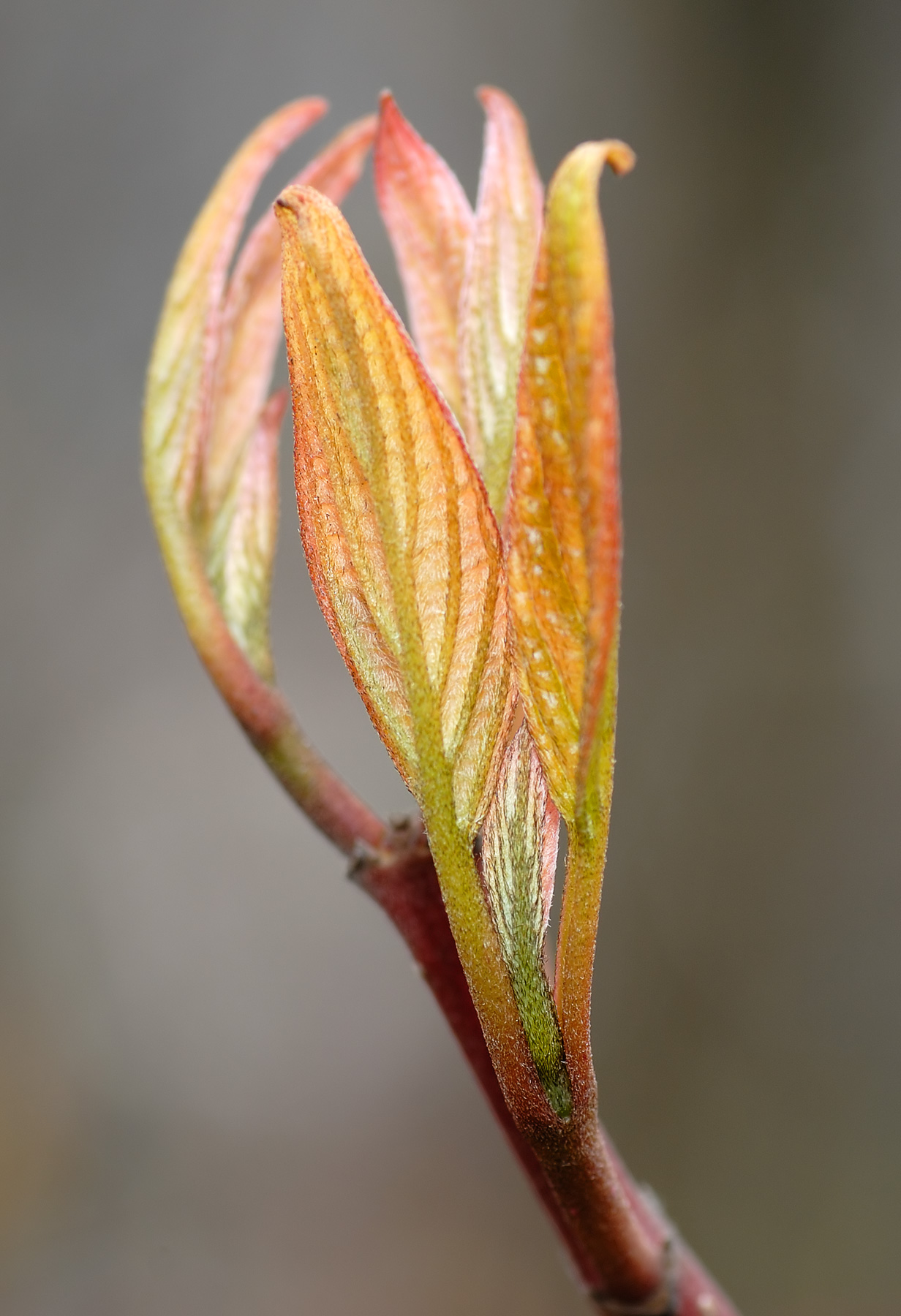
Fiatal levelei
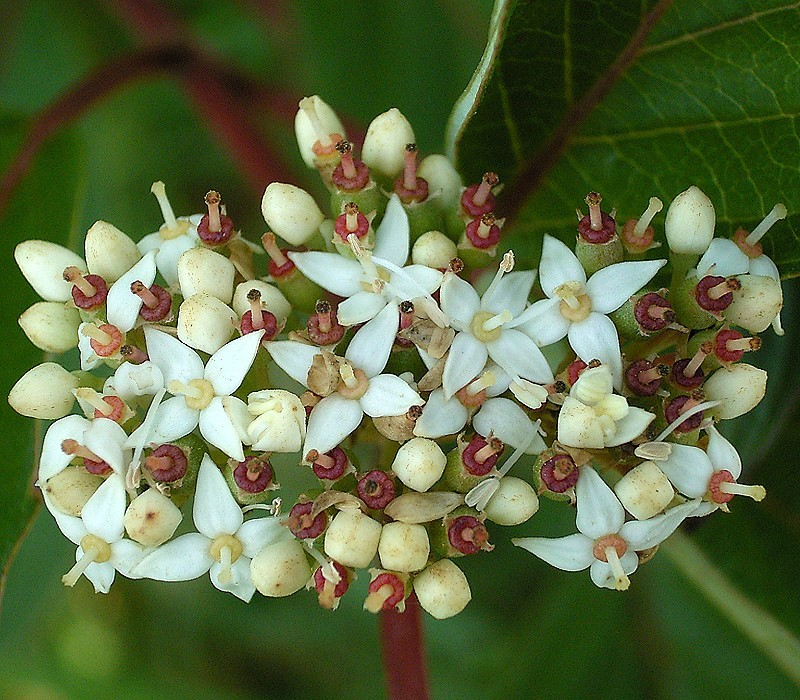
Virágai
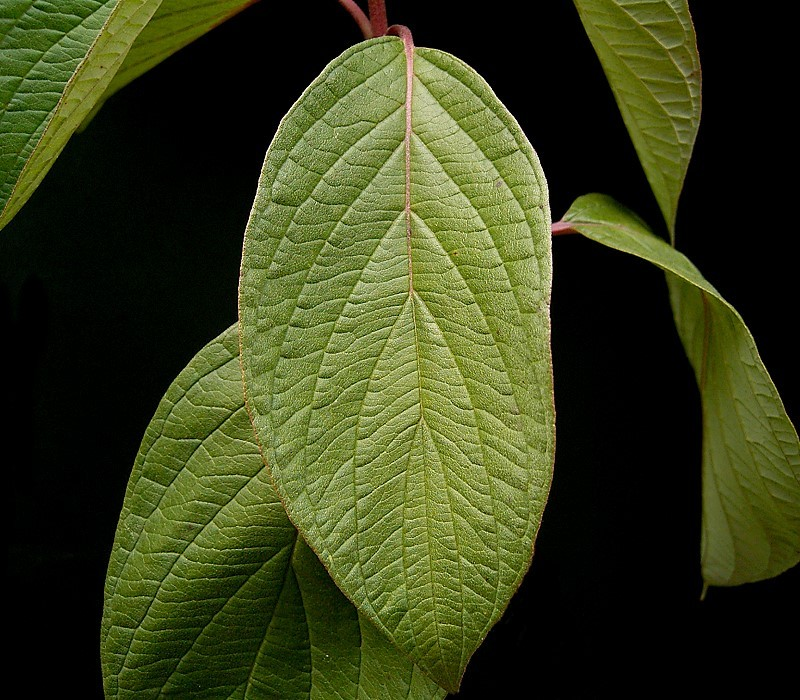
Levele
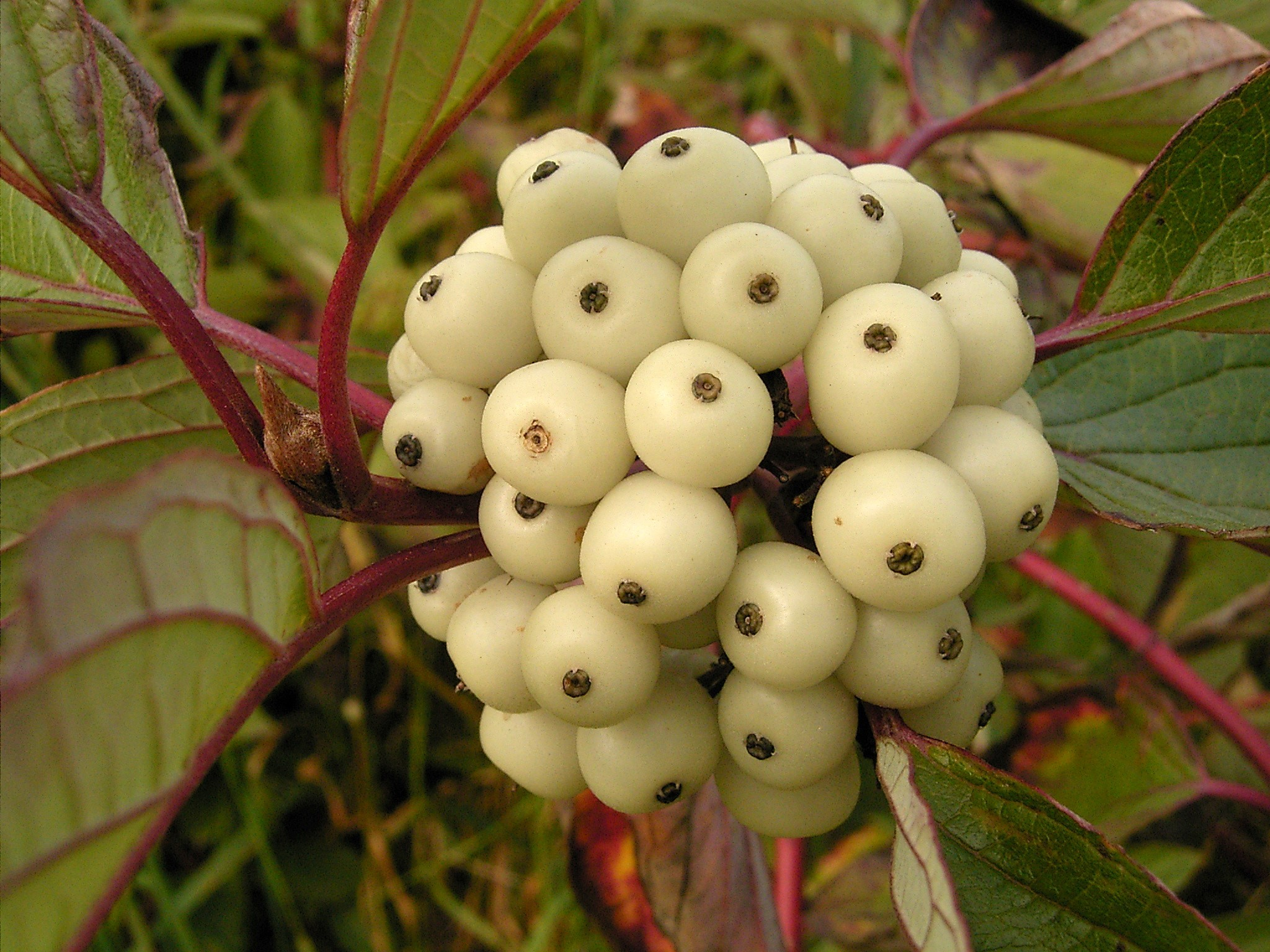
Gyümölcsei
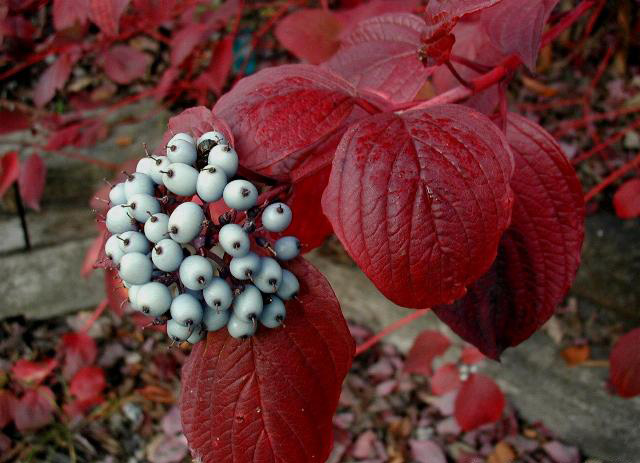
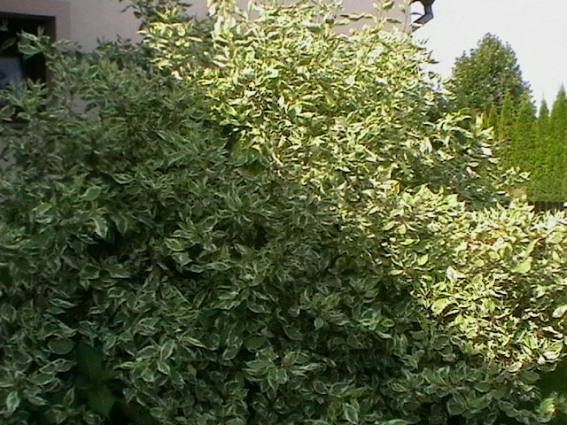
A cserje levelekkel
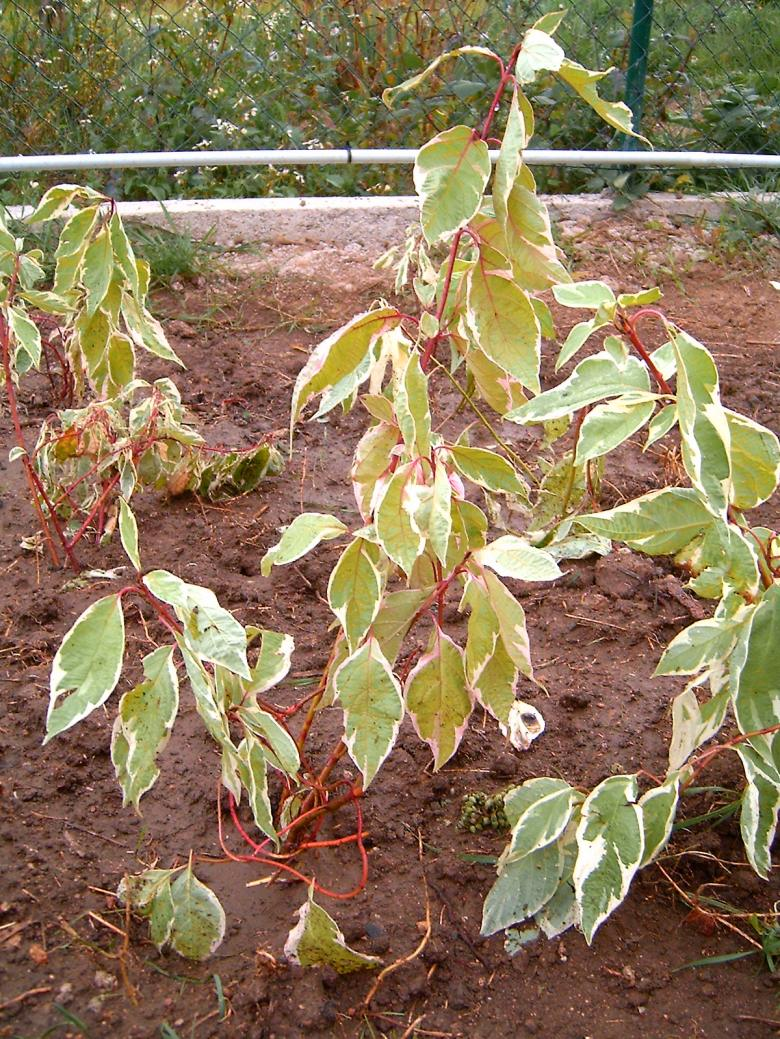
Fiatal példány

## Fordítás
- Ez a szócikk részben vagy egészben  a   Cornus alba című angol Wikipédia-szócikk ezen változatának fordításán alapul.  Az eredeti cikk szerkesztőit annak laptörténete sorolja fel. Ez a jelzés csupán a megfogalmazás eredetét és a szerzői jogokat jelzi, nem szolgál a cikkben szereplő információk forrásmegjelöléseként.